# 何璦
何瑷（1479年—1543年），字汝璧，號完斋，廣東廣州府順德縣桂圃人，民籍。明朝政治人物。

## 生平
正德二年（1507年）丁卯科廣東乡试舉人，九年（1514年）甲戌科二甲第四十九名進士，历任南京工部虞衡清吏司主事，升员外郎，改兵部武选司，嘉靖六年（1527年）五月出为山东布政使司右参议，分守海右道，以劝民恳荒种树，招抚流亡为务。调任广西左参议，创建靖州社学，计擒贵县奸豪，考績報最，受到敕奖，不久致仕。